# Bisdom Huejutla
Het bisdom Huejutla (Latijn: Dioecesis Hueiutlensis) is een rooms-katholiek bisdom met als zetel Huejutla de Reyes, in Mexico. Het bisdom is suffragaan aan het aartsbisdom Tulancingo. 

## Geschiedenis
Het bisdom werd opgericht op 24 november 1922, uit delen van het bisdom Tulancingo, en was suffragaan aan het aartsbisdom Puebla de los Angeles. Op 25 november 2006 wisselde het van kerkprovincie en werd suffragaan aan het nieuw verheven aartsbisdom Tulancingo.

## Parochies
Het bisdom had in 2021 een oppervlakte van 6.014 km2 en telde 598.270 inwoners waarvan 85,5% rooms-katholiek was.

## Bisschoppen
- José de Jesús Manríquez y Zárate (11 december 1922 - 1 juli 1939)
- Manuel Jerónimo Yerena y Camarena (17 juli 1940 - 19 augustus 1963)
- Bartolomé Carrasco Briseño (19 augustus 1963 - 18 mei 1967)
- Serafín Vásquez Elizalde (16 maart 1968 - 2 december 1977)
- Juan de Dios Caballero Reyes (11 juli 1978 - 18 november 1993)
- Salvador Martínez Pérez (24 juni 1994 - 12 maart 2009)
- Salvador Rangel Mendoza (12 maart 2009 - 20 juni 2015)
- José Hiraís Acosta Beltrán (28 januari 2016 - heden)

## Galerij van afbeeldingen

wapen van het bisdom Huejutla

Tulancingo (aartsbisdom) · Huejutla · Tula